# Is Anybody Goin' to San Antone?
Is Anybody Goin' to San Antone? är en sång skriven av Dave Kirby och Glen Martin, vilken spelades in av Charley Pride och 1970 toppade singeln den amerikanska countrylistan och blev hans tredje raka singeletta på countrylistorna .
Bengt Palmers skrev en text på svenska som heter Kan ingen tala om för mig när tåget går?, vilken Siv-Inger Svensson låg på Svensktoppen med i sex veckor under perioden 10 februari-17 mars 1974, med fjärde plats som högsta placering där . Denna textversion har även spelats in av svenska dansband som Wizex på albumet Julie 1983.  samt Drifters på coveralbumet Tycker om dig: Svängiga låtar från förr 2008 .